# 2027 Шень Го
2027 Шень Го (2027 Shen Guo) — астероїд головного поясу, відкритий 9 листопада 1964 року.
Тіссеранів параметр щодо Юпітера — 3,210.
Названо на честь китайського вченого Шень Го (1031—1095).